# Віктор Франкенштайн
Віктор Франкенштайн — вигаданий персонаж, який вперше з'явився як головний герой роману Мері Шеллі «Франкенштайн, або Сучасний Прометей». Він є швейцарським вченим (народився в Неаполі, Італія), який після вивчення хімічних процесів і розпаду живих істот збагнув уявлення про створення життя та дав життя своїй власній істоті (їх часто називають монстром Франкенштайна або часто у просторіччі називають просто «Франкенштайн»). Пізніше Віктор шкодує про втручання в природу через своє творіння, оскільки він ненавмисно ставить під загрозу своє життя та життя своєї родини та друзів, коли істота прагне йому помститися. Вперше він згадується в романі, коли він намагається зловити чудовисько біля Північного полюса, і його рятують від смерті Роберт Волтон і його команда.
Вважається, що деякі аспекти персонажа були натхненні алхіміком XVII століття Йоганном Конрадом Діппелем. Безсумнівно, автор і люди в її оточенні знали про експеримент Луїджі Гальвані та його племінника Джованні Альдіні з електрикою та мертвими тканинами та роботу Алессандро Вольта в Університеті Павії.

## Прототип
У деяких джерелах висувається припущення про те, що прототипом Франкенштайна послужив німецький учений Йоганн Конрад Діппель (1673—1734) або доктор Луїджі Гальвані.
Персі Шеллі, чоловік Мері, зробив значний вплив на персонажа. Віктор був псевдонімом Персі Шеллі, оскільки в збірці поезії, яку він написав разом зі своєю сестрою Елізабет, «Оригінальна поезія Віктора та Казіре». Є припущення, що Персі був однією з моделей Мері Шеллі для Віктора Франкенштайна; будучи студентом Ітонського коледжу, він «експериментував з електрикою та магнетизмом, а також з порохом і численними хімічними реакціями», а його кімнати в Оксфордському університеті були заповнені науковим обладнанням. Персі Шеллі був первістком багатого сільського сквайра з політичними зв'язками та нащадком сера Біші Шеллі, 1-го баронета Касл-Горінга, та Річарда Фіцалана, 10-го графа Арундела. Як зазначено в романі, родина Франкенштейна є однією з найвидатніших у Женевській республіці, а його предки були радниками та синдиками. Сестру Персі Шеллі та прийомну сестру Франкенштайна звали Елізабет. 22 лютого 1815 року Мері Шеллі народила дитину на два місяці передчасно; через два тижні дитина померла. Питання про відповідальність Франкенштайна перед творінням – у певному сенсі, як батько до дитини – одна з головних тем книги.
Один з персонажів повісті Франсуа-Фелікса Ногаре «Le Miroir des événements actuels ou la Belle au plus offrant,»(1790 р.), називається автором «Wak-wik-vauk-an-son-frankésteïn», скорочено «Frankésteïn», але немає ніяких доказів, що Шеллі була знайома з цим твором.

## Історія
Віктор Франкенштейн народився в Неаполі, Італія (за виданням роману Шеллі 1831 року) у швейцарській родині. Він був сином Альфонса Франкенштейна та Керолайн Бофорт, яка померла від скарлатини, коли Віктору було 17 років. Він так описує своє походження: «За походженням я женевець; і моя сім'я є однією з найвидатніших у цій республіці. Мої предки протягом багатьох років були радниками та синдиками; і мій батько зайняв кілька державних посад з честю та репутацією». Франкенштейн має двох молодших братів – Вільям, молодший, і Ернест, середня дитина. Франкенштейн закохується в Елізабет Лавенз, яка стала його прийомною сестрою (його двоюрідною сестрою у виданні 1818 року) і, зрештою, його нареченою.
У дитинстві Франкенштейн цікавився роботами таких алхіміків, як Корнелій Агріппа, Парацельс і Альберт Великий, і він жадав відкрити легендарний еліксир життя. У віці п'ятнадцяти років він втрачає інтерес як до цих занять, так і до науки в цілому після того, як він бачить дерево, зруйноване ударом блискавки, і вчений пояснює йому теорію електрики. Йому здається, ніби про світ насправді нічого не можна знати, і замість цього він присвячує себе вивченню математики, яку він описує як «побудовану на надійних фундаментах». Проте в Інгольштадтському університеті в Баварії Франкенштейн захопився хімією і протягом двох років його відданість справі та наукові здібності дозволили йому зробити відкриття, які викликали захоплення в університеті. Потім він починає цікавитися природою життя, і його дослідження приводять його до дивовижного відкриття, яке дозволяє йому створити життя в неживій матерії.
Зібравши гуманоїдну істоту за допомогою складання трупа та неоднозначних засобів, пов'язаних із електрикою, Франкенштейн успішно повертає її до життя, але його жахає потворність цієї істоти. Він тікає від свого творіння, яке зникає і після кількох негативних зіткнень з місцевими жителями клянеться помститися своєму творцеві. Коли його наймолодшого брата Вільяма знаходять убитим, Франкенштейн миттєво розуміє, що вбивцею є його творіння, але нічого не каже. У смерті хлопчика звинувачують економку Франкенштейнів, Джастін. Її страчують. Франкенштейна мучить почуття провини, але він не говорить правди, тому що думає, що його історії ніхто не повірить, і він боїться реакції, яку викличе така історія.
Істота наближається до Франкенштейна і просить створити для нього супутницю. Франкенштейн погоджується, але зрештою знищує нове творіння, боячись ідеї про расу монстрів. Розлючений монстр Франкенштайна клянеться помститися; він вбиває Генрі Клерваля, найкращого друга Франкенштейна, і обіцяє Франкенштейну: «Я буду з тобою у твою шлюбну ніч». Істота виконує свою обіцянку, душить Елізабет на її подружньому ложі. За кілька днів батько Франкенштейна помирає від горя. Не маючи нічого іншого, заради чого жити, Франкенштейн присвячує своє життя знищенню цієї істоти.
Франкенштейн переслідує «потвору» або «демона» (як він називає своє творіння) до Арктики, маючи намір його знищити. Хоча його рятує корабель, який намагався здійснити експедицію до Північного полюса, він помирає від пневмонії після того, як розповів свою історію капітану корабля Роберту Волтону. Його створіння, дізнавшись про смерть свого творця, охоплене сумом і почуттям провини та клянеться покінчити життя самогубством, спаливши себе заживо на «найпівнічнішому краю земної кулі»; потім він зникає, щоб його більше ніколи не побачили і не почули. Вважають, що він вчинив самогубство, спалюючи себе живим у «найпівнічнішій частині земної кулі».

## Характеристика
У той час як багато наступних екранізацій (зокрема, фільм 1931 року «Франкенштейн» і серіал Hammer Films з Пітером Кушингом у головній ролі) зображували Франкенштейна як прототип «божевільного вченого», у романі він зображувався як трагічна постать.
У книзі Франкенштейн має багато характеристик великого вченого. У юному віці він має ініціативу вивчати природничу філософію та математику. Ставши дорослим, він пояснює свої досягнення в хімії зусиллями, які він докладає до цієї дисципліни, а не своїм інтелектом. Франкенштейн також дуже цікавиться світом і навіть пригадує, що деякі з його перших спогадів були його усвідомленням законів природи. Саме його цікавість до причини життя привела його до створення монстра.
Одержимість відіграє велику роль у розвитку характеру Франкенштейна. По-перше, в дитинстві він одержимий читанням книг з алхімії, астрології та інших псевдонаук. Пізніше, будучи юнаком, він часто проводить всю ніч, працюючи у своїй лабораторії. Потім він захоплюється вивченням наук про життя, головним чином пов'язаних зі смертю та оживленням трупів. Нарешті, після створення монстра, Франкенштейна охоплює почуття провини, відчаю та жалю, що спонукає його зациклитися на природі свого творіння та шукати помсти.

## Міфологічні впливи

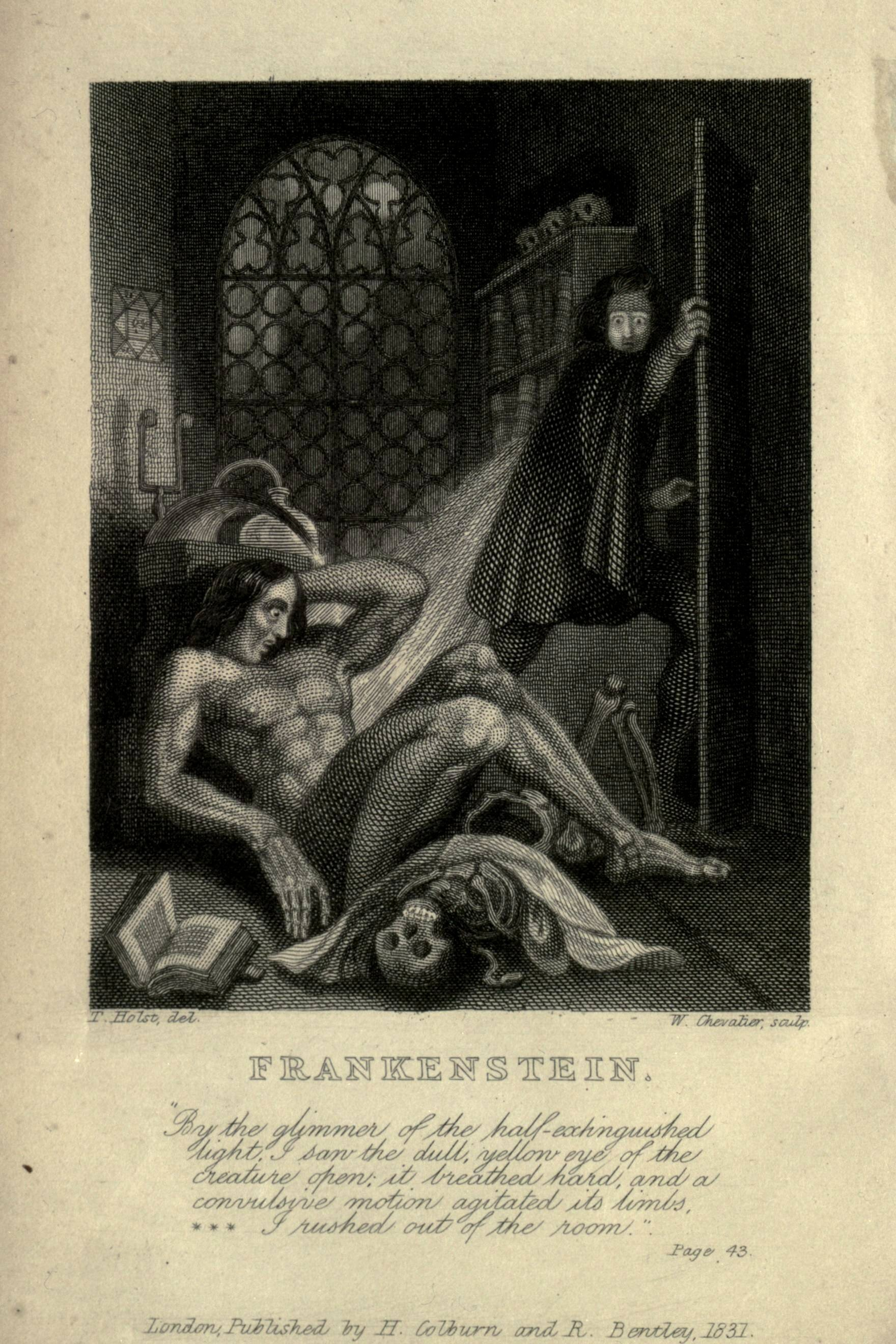
Фронтиспис 1831 року видання.

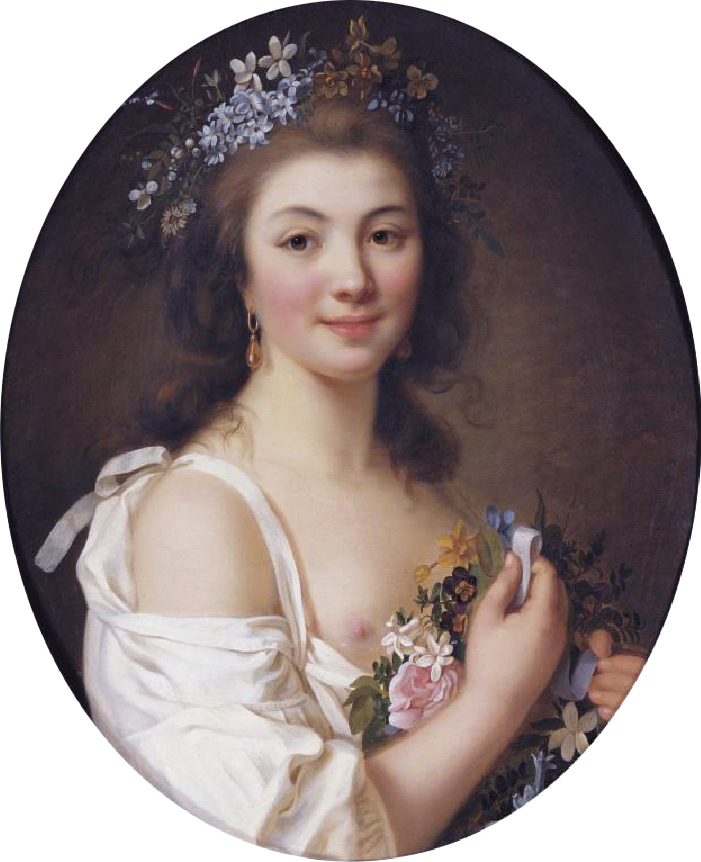
Фелісіте де Женліс Лемуана.

Роман Мері Шеллі представляє прометеєву тему непокори богам, звертаючись до міфологічного героя. Назва роману перегукується із закликом французького філософа-матеріаліста Ла Метрі (1709—1751) у 1747 році в його «Людині-машині» про появу «нового Прометея», який приведе в рух відновлену людську машину.
Мері Шеллі не винайшла вираз, який уже використовувався на початку XVIII століття і, ближче до його кінця, Іммануїлом Кантом, а «Франкенштайн» виходить далеко за межі технічного субстрату, представляючи, крім запозичень з міфу, метафізичний, естетичний та етичний аспекти.
«Франкенштайн» розповідає історію людини, яка прагне перевершити свій стан, схожий на Ікара, людину-птаху, знищену фізичним ладом Всесвіту. «Франкенштайн» також згадує Пігмаліона, короля Кіпру та скульптора, закоханого в статую жінки, яку він щойно завершив, нову Галатею з плоті та крові після того, як Афродіта вдихнула в неї життя. Останній міф був відомий Мері Шеллі, яка прочитала його перш за все в «Нових моральних казках та історичних оповіданнях», опублікованому мадам де Женліс 1802 року, потім у перекладі Джона Драйдена, знову опублікованому 1810 року, і який вона також знала з «Пігмаліона» Рамо (1748), скорочення якого для фортепіано поширювалися по всій Європі.
У романі також є натяки на донжуанство: пошуки героя ніколи не задоволені, і, як статуя полководця з'являється чудовисько й кидає Франкенштайна в надра психологічного пекла, чий вогонь — це «укус» зледеніння. Він також нагадує Фауста XVIII сторіччя недавнього часу; Шеллі посилається на фаустівську ідею про те, що знання п'янить душу і виявляється небезпечним, коли воно стає надмірним, перетворюючись саме на «укус змії».

### Посилання на оригінальний міф про Прометея

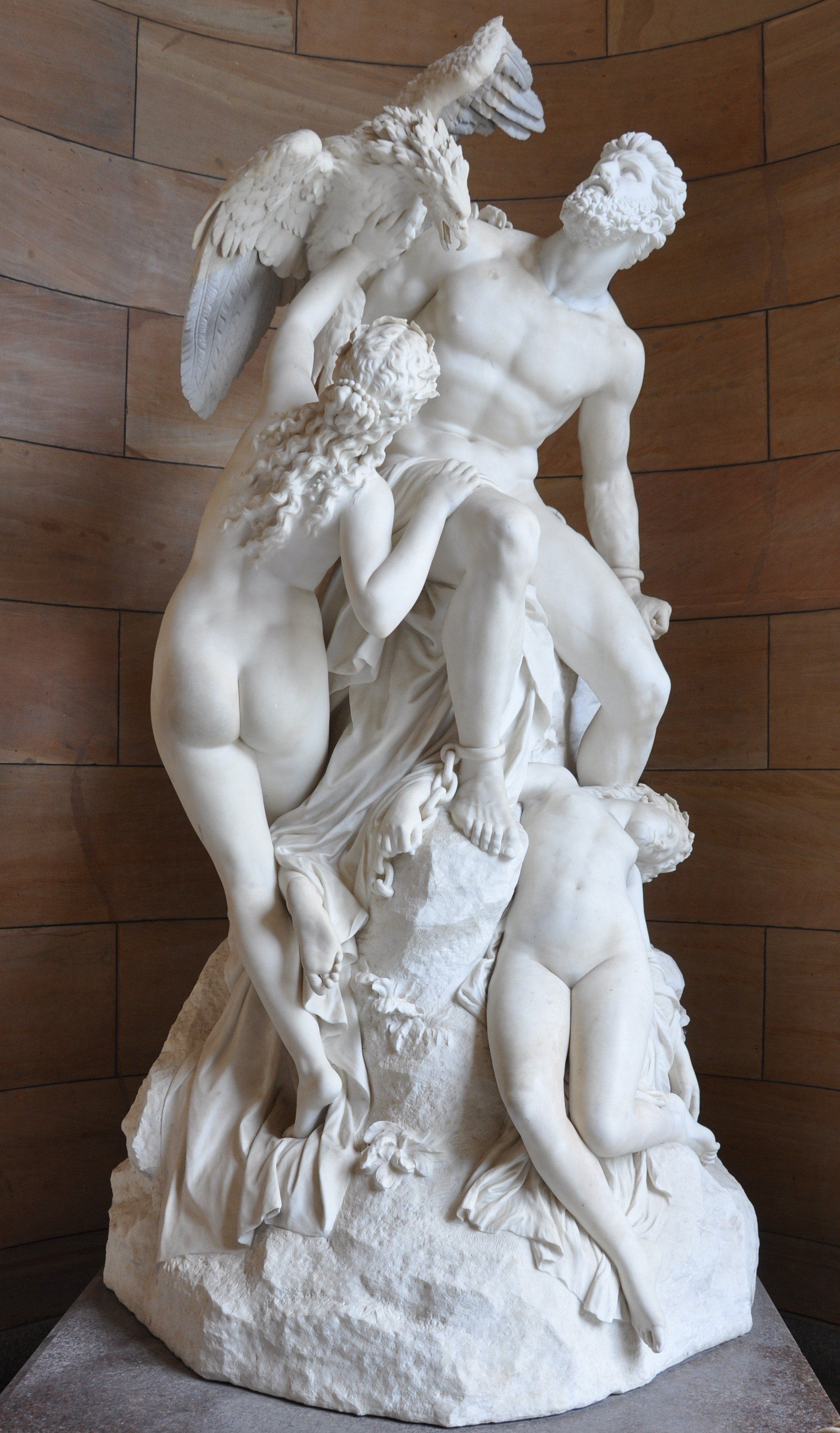
«Прометей» Едуарда Мюллера (1828—1895).

### Посилання на «Прометея» Овідія

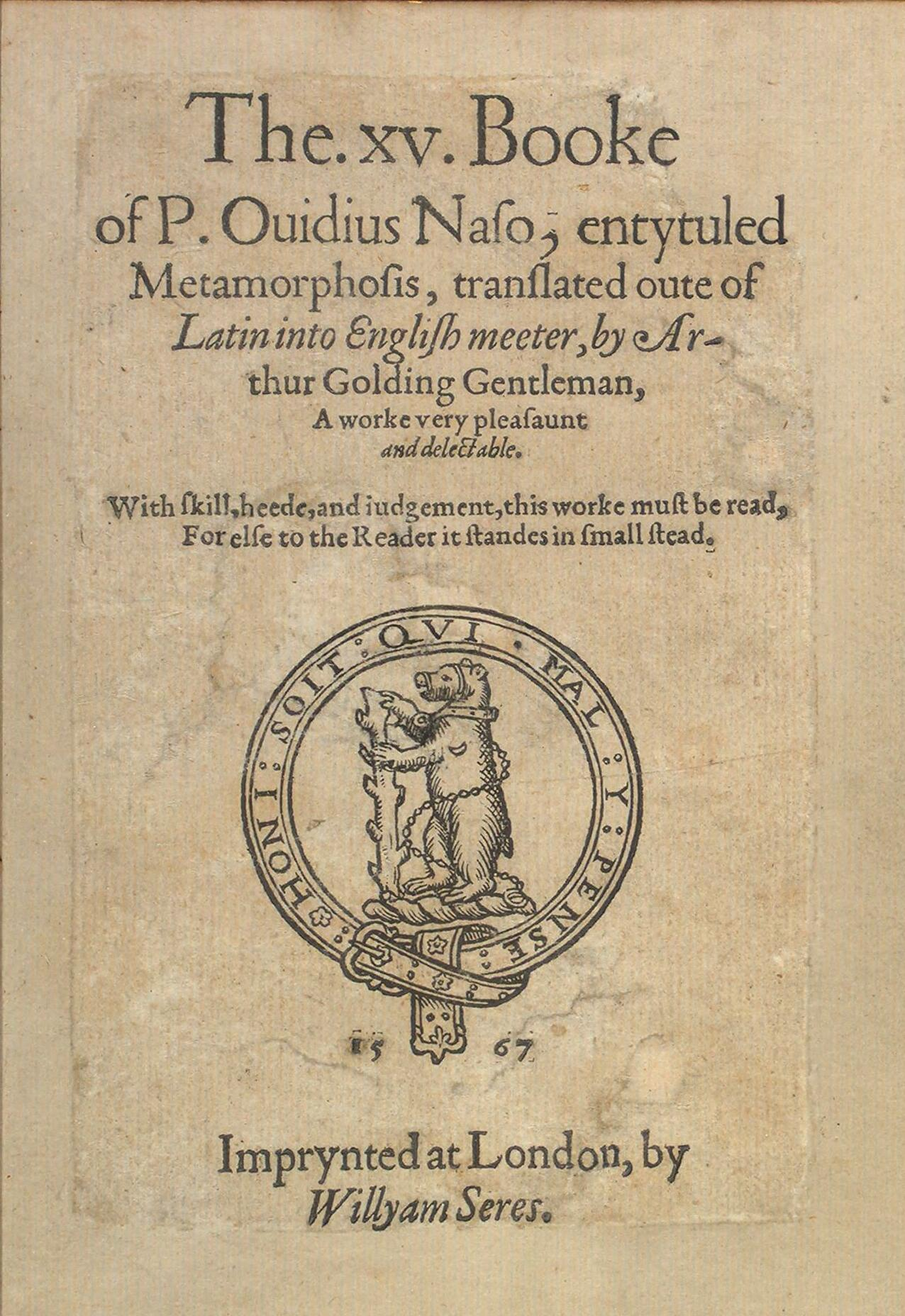
«Метаморфози» Овідія, англійське видання 1567 року.

### Запозичення у Джона Мілтона та Семюела Тейлора Колріджа

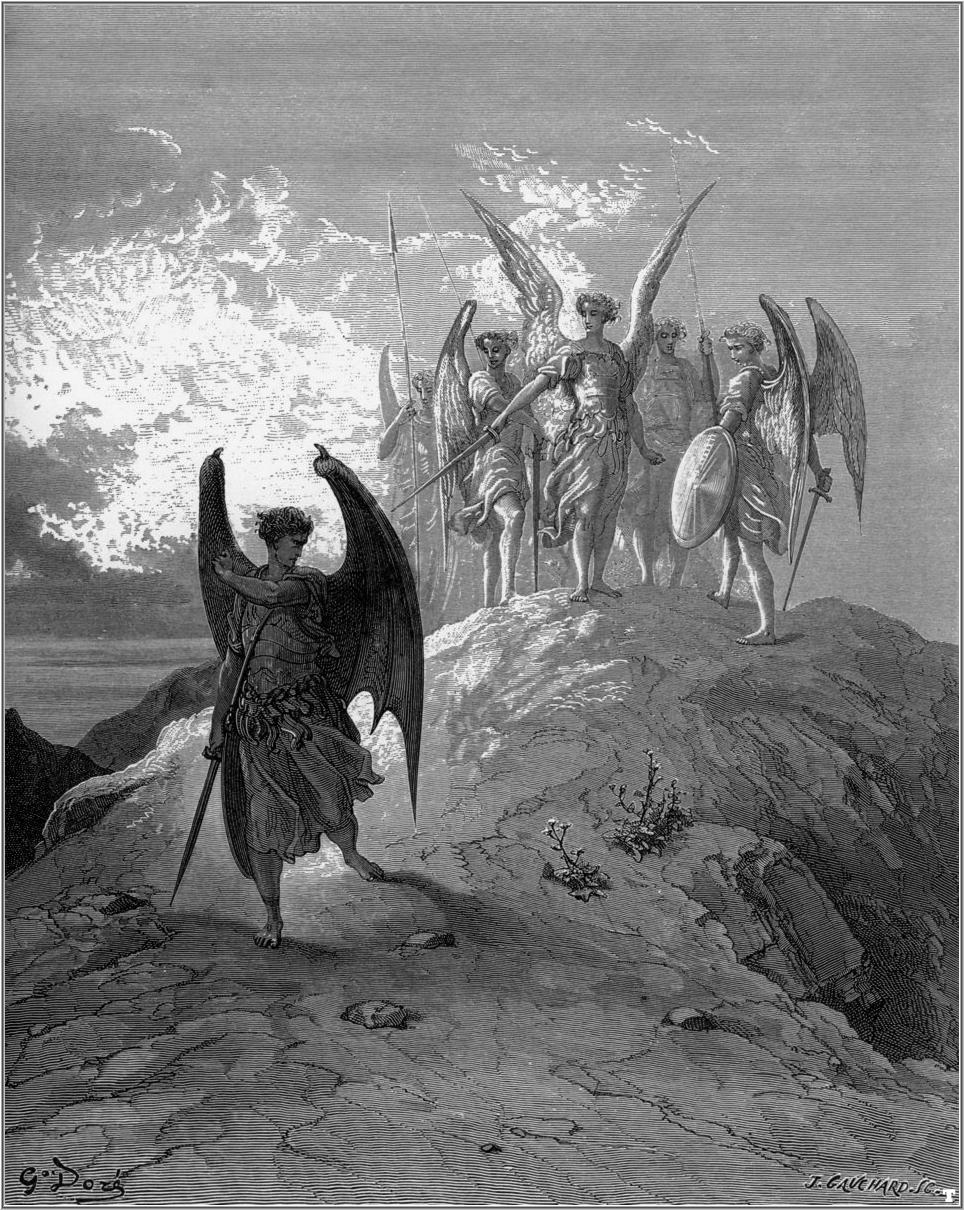
Сатана вигнаний з небес, Гюстав Доре.

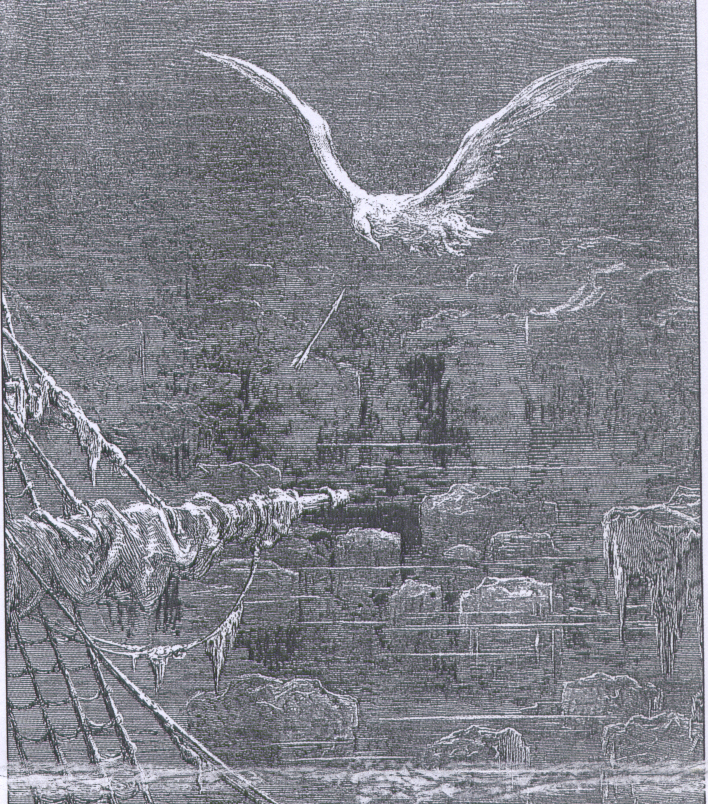
Ілюстрація Гюстава Доре до вірша Колріджа.

### Трансгресія

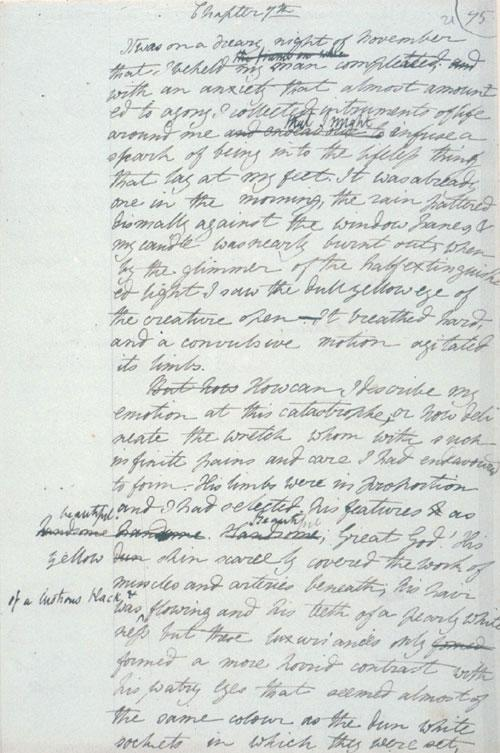
Рукопис «Франкенштайна».

### Дар життя

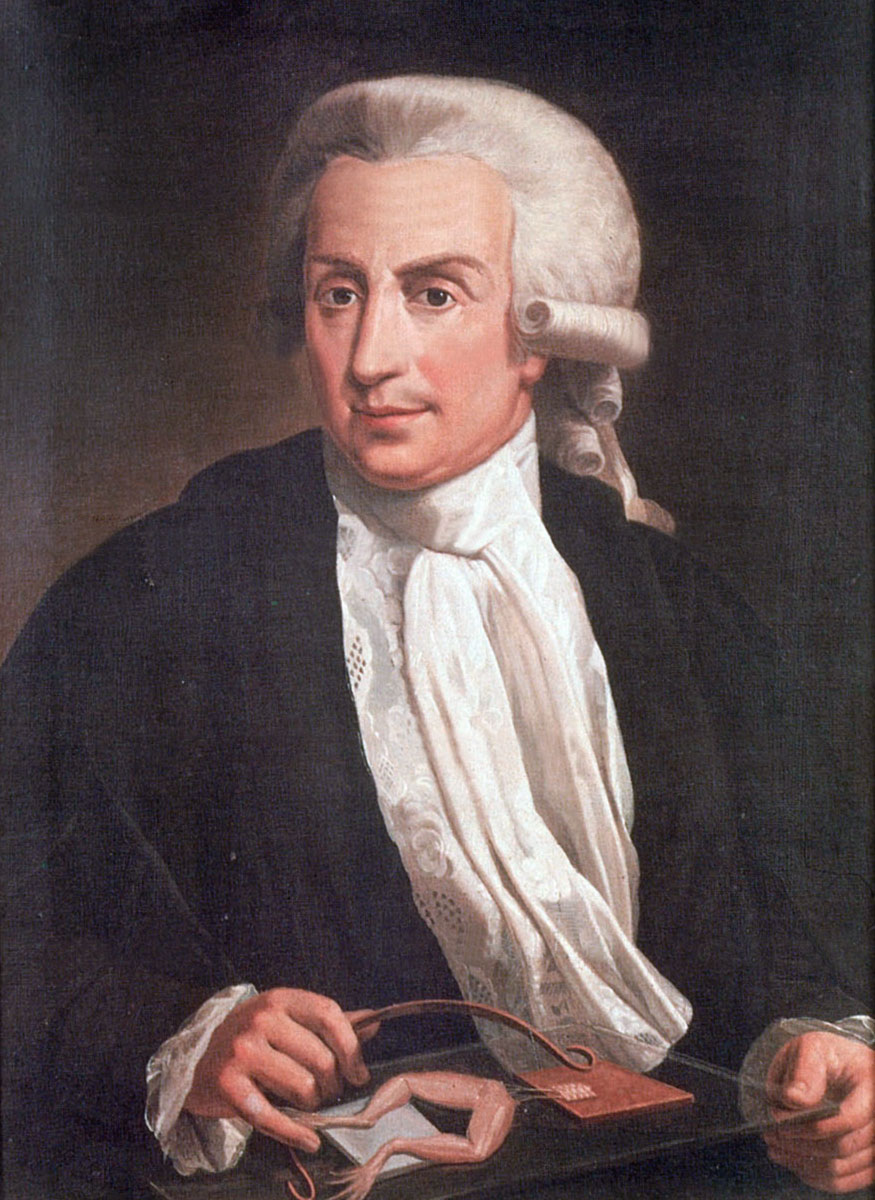
Портрет Луїджі Гальвані (1737—1798)

#### Піднесене за Берком

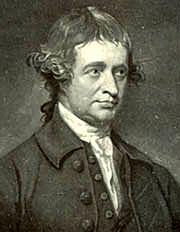
Едмунд Берк.

#### Використання Мері Шеллі піднесеного

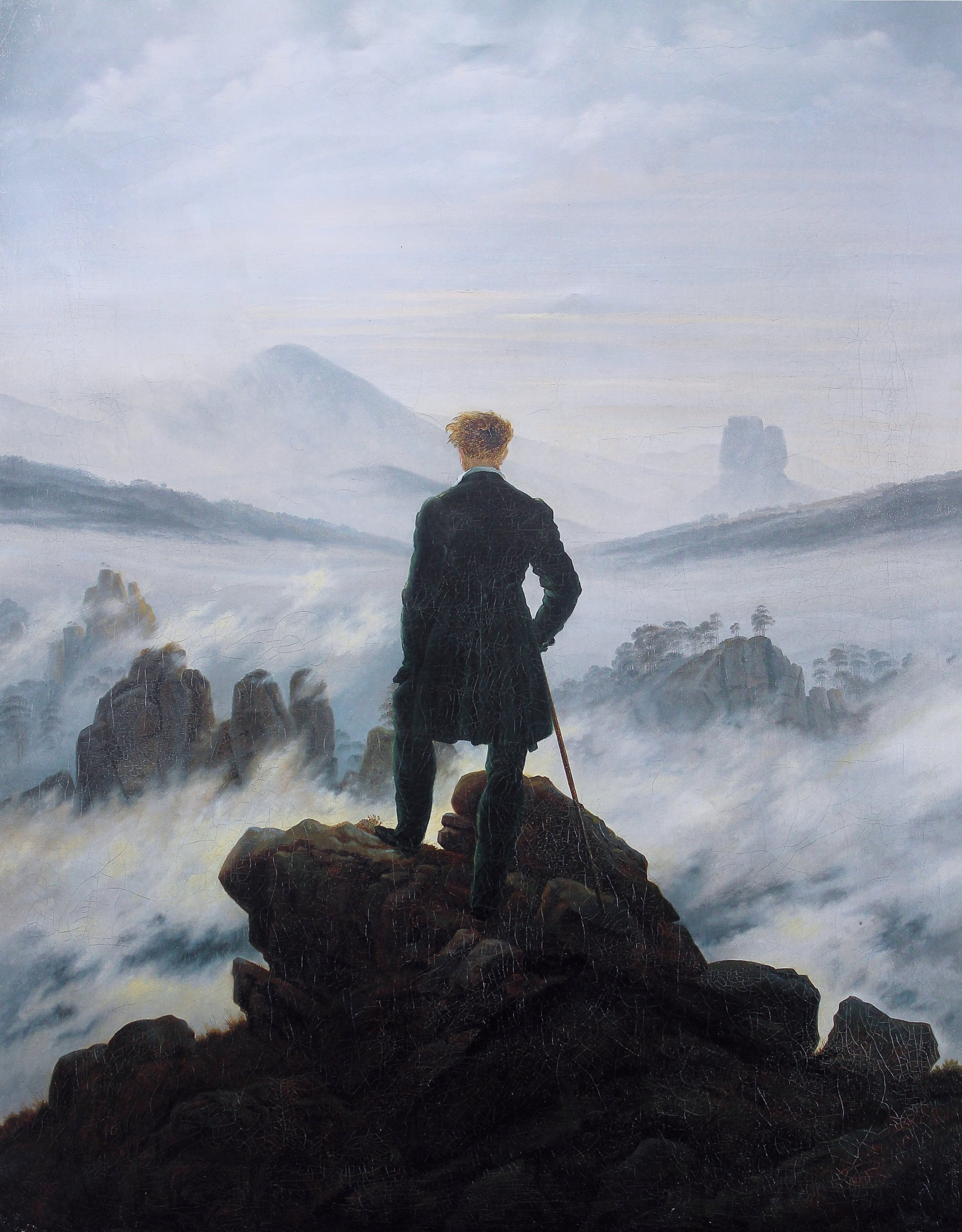
Мандрівник над морем туману (1817) Каспар Давид Фрідріх.

#### Пароксизмальна осциляція

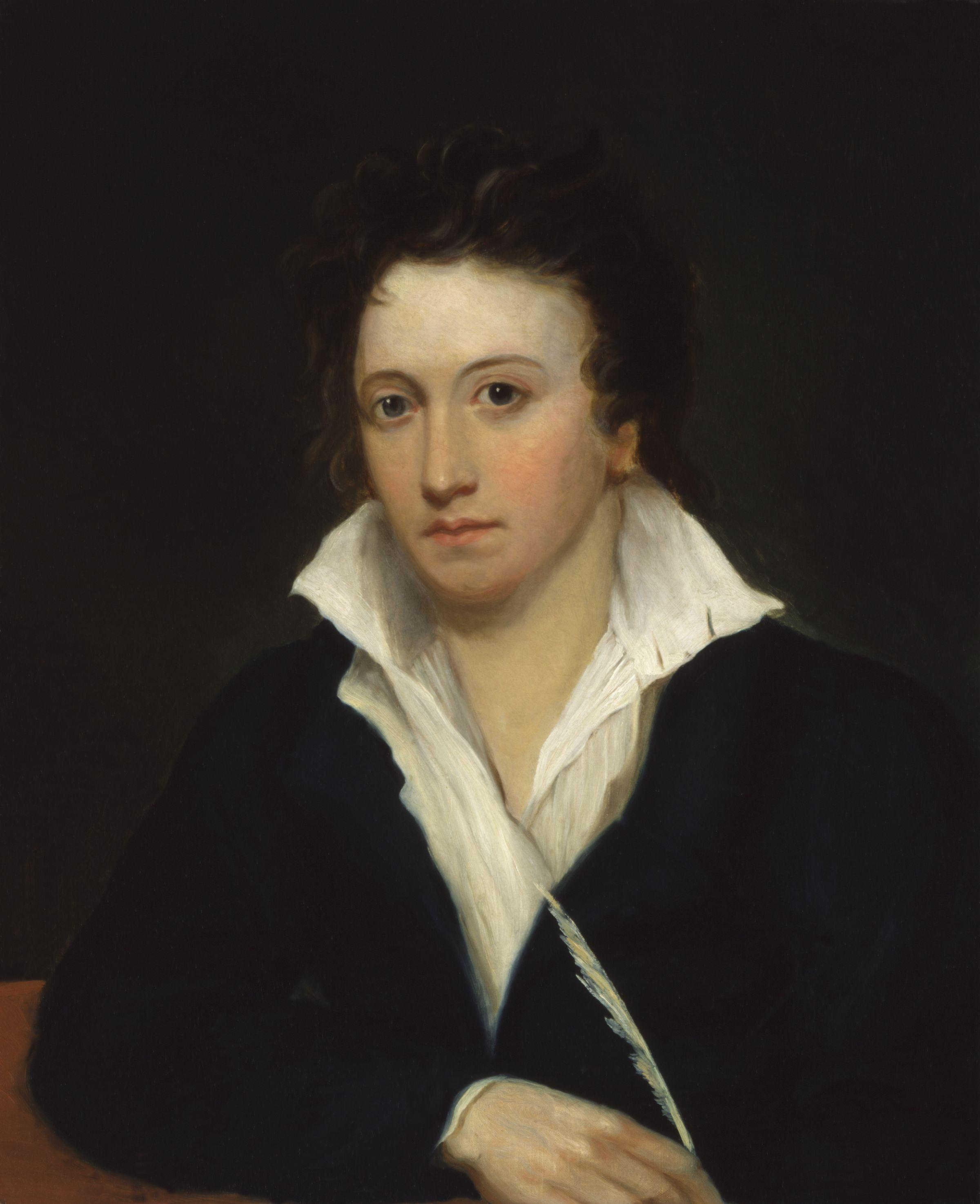
Персі Біш Шеллі, Альфред Клінт, заснований на Амелії Керран.

#### Відповідь через дію

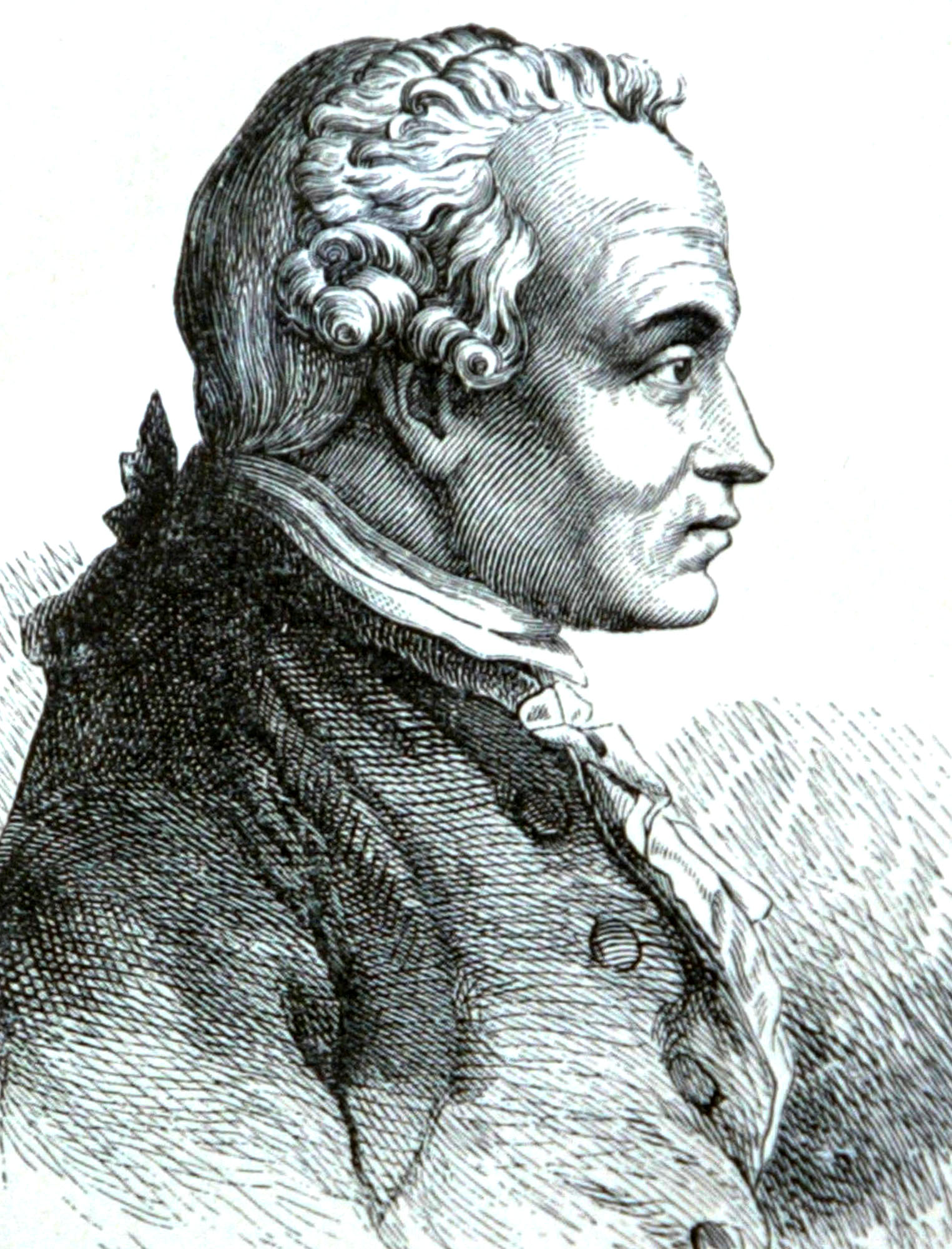
Іммануїл Кант.

### Фільми

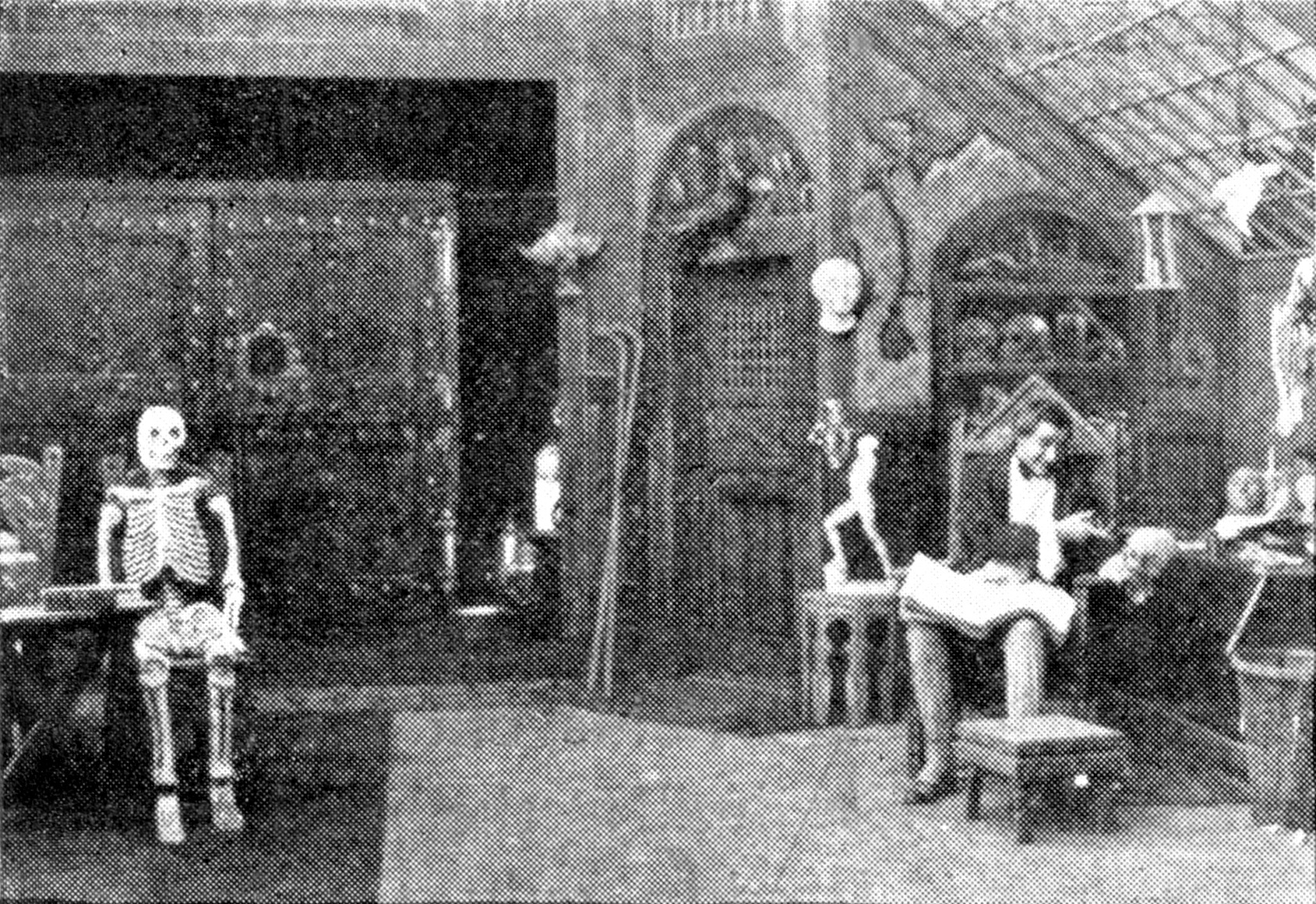
Віктор Франкенштайн (фільм,1910)